# Accadis International School Bad Homburg
Die accadis International School Bad Homburg ist eine internationale Schule in freier Trägerschaft mit dem Status einer staatlich anerkannten Ersatzschule in Bad Homburg vor der Höhe. Sie umfasst einen internationalen Kindergarten, eine internationale Grundschule und ein internationales Gymnasium auf dem das International Baccalaureate (IB) abgelegt werden kann.
Die Bildungseinrichtung wurde 2004 gegründet und gehört der Dachgesellschaft accadis Bildung, die auch die accadis Hochschule Bad Homburg betreibt.

## Ausbildung
Die Schule folgt unterschiedlichen Curricula. Der Kindergarten orientiert sich an den „Early Learning Goals and Stepping Stones“ des britischen Bildungssystems. Deutsch und Englisch sind gleichberechtigte Unterrichtssprachen, die nach der Immersionsmethode gelehrt werden. Die International Business School ist die einzige internationale Schule im Rhein-Main-Gebiet, die nach der Inklusionsmethode arbeitet.
Im Kindergarten werden die Kinder mit Hilfe der Immersionsmethode mit den beiden Sprachen Englisch und Deutsch vertraut gemacht. Sämtliche Inhalte werden in beiden Sprachen vermittelt, weshalb die Kinder sowohl Englisch als auch Deutsch wie ihre eigene Muttersprache erwerben. Der zweisprachige Kindergarten von accadis arbeitet in altersgemischten Gruppen:
- Daisy-Gruppen (zwei bis drei Jahre)
- Sunflower-Gruppen (drei bis vier Jahre)

Ab dem fünften Lebensjahr können die Kinder bereits die Eingangsstufe der accadis Grundschule besuchen.
Auch in der Eingangsstufe werden die beiden Sprachen Englisch und Deutsch mittels der Immersionsmethode erlernt. Die accadis ISB Eingangsstufe gilt als unmittelbares Vorbereitungsjahr zum ersten Schuljahr. Die Klasse ist in Inhalten des Curriculums sowie im Tagesablauf eng mit der ersten Klasse verknüpft. Die Eingangsstufe wird wie alle anderen Klassen der accadis ISB als Ganztagsbetreuung angeboten.
In der Grundschule folgt die accadis International School dem hessischen Lehrplan für Grundschulen. Dieser wird durch die Zweisprachigkeit und auch inhaltlich um weitere Lernangebote, wie zum Beispiel wissenschaftlicher Unterricht und Ethik, erweitert. Die Kinder lernen in kleinen Klassen, damit die Lehrer die Möglichkeit haben, besonderen Förderbedarf oder besondere Begabung festzustellen.
Englisch und Deutsch werden an der accadis ISB als gleichwertige Sprachen betrachtet. Zusätzlich wird optional Spanisch angeboten. Die Grundschule wird auch als Ganztagsbetreuung angeboten.
An der International School herrscht zweisprachiger Unterricht. Das bedeutet es werden mehrere Stunden pro Woche für die Lehre der Partnersprache verwendet, während der anderer Teil in der Muttersprache vermittelt wird.
Die Unterrichtssprachen im Gymnasium der ISB sind Englisch und Deutsch. Dabei wird die englische Sprache stärker gewichtet, damit internationale Schüler dem Unterricht leichter folgen können und deutsche Schüler schneller Englisch lernen. accadis ISB folgt von der fünften bis zur zehnten Klasse dem hessischen Rahmenplan und benutzt dazu die beiden Sprachen gleichwertig. Bei accadis ISB lernen die Schüler ab der fünften Klasse Spanisch, zusätzlich kann ein Chinesisch-Club am Nachmittag besucht werden. Der Mathematikunterricht findet ausschließlich auf Englisch statt. Die Oberstufe der accadis ISB kann mit dem Internationalen Abitur (International Baccalaureate) abgeschlossen werden. Dieser Abschluss berechtigt zu einem Studium an einer Universität oder Fachhochschule. IB-Schüler wählen je ein Fach aus den fünf unterschiedlichen Fächergruppen. Sie belegen eine oder mehrere Sprachen, Sozialwissenschaften, experimentelle Naturwissenschaften und Mathematik.
Weiterhin besteht die Möglichkeit auf einen intensiven naturwissenschaftlichen Unterricht durch das Angebot verschiedener Exkursionen zu naturwissenschaftlichen Lernorten.

## Schüler- und Lehrerschaft
Der international zusammengesetzte Lehrkörper besitzt, abhängig von den Fächern, entweder ein deutsches Staatsexamen für Lehramt oder einen ausländischen Degree in Education. Für den Unterricht in deutscher, englischer und spanischer Sprache werden ausschließlich Muttersprachler (Native Speaker) eingesetzt.